# Campeón de Campeones 2019 (El Salvador)
El Campeón de Campeones 2019 fue la primera edición del Campeón de Campeones de la Primera División. Esta edición fue disputada por los campeones de la Primera División correspondientes al Apertura 2018: Santa Tecla y el de Clausura 2019: Águila.
El partido tuvo lugar en Mitchel Atletic Complex en Long Island, Nueva York.

## Sistema de competición
Disputarán la copa Campeón de Campeones 2019 los campeones de los torneos Apertura 2018 y Clausura 2019.
El Club vencedor del Campeón de Campeones será aquel que en el partido anote el mayor número de goles. Si al término del tiempo reglamentario el partido está empatado, se procederá a la Prórroga, si no hay ganador se irá a punto penal hasta que resulte un vencedor.
El ganador se clasificará a la Súpercopa de El Salvador 2019.

## Información de los equipos
| Equipo      | Entrenador     | Estadio                | Municipio y Departamento      |
| ----------- | -------------- | ---------------------- | ----------------------------- |
| Águila      | Carlos Romero  | Juan Francisco Barraza | San Miguel Centro, San Miguel |
| Santa Tecla | Rodolfo Góchez | Las Delicias           | La Libertad Sur, La Libertad  |

## Ficha del partido
| 13 de julio de 2019                                                          | Club Deportivo Águila      | 2 - 1   | Santa Tecla Fútbol Club | Mitchel Atletic Complex, Long Island |  |
| 19:30 (UTC-4)                                                                | D. Coca 62' · S. Ortiz 82' | Reporte | 88' A. Polo             |                                      |  |
| Águila se corona como primer campeón de la historia del Campeón de Campeones |                            |         |                         |                                      |  |

|                            |
|                            |
| Campeón Águila 1.er título |